# Nazzareno Marconi
Nazzareno Marconi (ur. 12 lutego 1958 we Città di Castello) – włoski duchowny katolicki, biskup Maceraty od 2014.

## Życiorys
Święcenia kapłańskie otrzymał 2 lipca 1983 i został inkardynowany do diecezji Città di Castello. Pracował przede wszystkim jako wykładowca w instytucie teologicznym w Asyżu. W latach 2004–2012 był rektorem seminarium regionalnego, a w latach 2013-2014 kierował parafią w Trestinie.
3 czerwca 2014 papież Franciszek mianował go ordynariuszem diecezji Macerata-Tolentino-Recanati-Cingoli-Treia. Sakry udzielił mu 13 lipca 2014 kardynał Gualtiero Bassetti.